# Strada provinciale 48 Castelli Guelfi
La strada provinciale 48 Castelli Guelfi è una strada provinciale italiana della città metropolitana di Bologna.

## Percorso
Parte dalla Via Emilia in località Tolara nel comune di Ozzano dell'Emilia. Viaggiando verso nord, passa per Osteria Nuova e presenta poi un breve tratto in comune con la SP 31, in cui supera il Quaderna a Ponte Rizzoli. Continua quindi lungo lo stesso torrente fino a giungere nel comune di Budrio. Lì serve la frazione di Prunaro e, poco dopo, si conclude all'intersezione con la SS 253 San Vitale.